# Cenk Tosun
Cenk Tosun (Wetzlar, 7 de junho de 1991) é um futebolista profissional turco que atua como atacante. Atualmente está no Fenerbahçe.

## Carreira
Cenk Tosun fez parte do elenco da Seleção Turca de Futebol da Eurocopa de 2016.